# 第一届爱尔兰国会
第一届爱尔兰国会（英語：The First Dáil）是于1919至1921年召集的爱尔兰国会。在1918年英国国会选举中获胜的新芬黨候选人拒绝承认英国国会，1919年1月21日自行成立一院制的革命议会，称为，即爱尔兰语的“爱尔兰议会”。第一届国会成立之日即为英爱战争爆发之时。1921年大选之后第一届国会被第二届国会取代。